# Дубинчик, Люси
Лю́си Дуби́нчик (род. 17 декабря 1982, Москва, СССР) — израильская актриса театра и кино, бывшая модель. В 1996 году была награждена премией «Офир», которую называют «израильским Оскаром», за роль Клары в фильме «Святая Клара». Является самой молодой актрисой, когда-либо награждённой этой премией.
Родилась 17 декабря 1982 года в Москве. Репатриировалась с семьёй в Израиль в 1989 году. Живёт в Тель-Авиве.
Окончила школу «Тельма Ялин» в городе Гиватаим и Школу актёрского мастерства Нисана Натива в Тель-Авиве. Там она познакомилась с Бени Эльдаром, с которым потом встречалась в течение длительного периода.
В 1995 году снялась в кинофильме «Святая Клара». Сама лента и Дубинчик стали лауреатами премии «Офир». Фильм получил 6 премий в номинациях «лучшая режиссура», «лучший фильм», «лучшая женская роль», «лучшая мужская роль», «лучший монтаж» и «лучшая музыка».
Также снималась в многочисленных телевизионных теленовеллах, мыльных операх и драмах. Первое появление Дубинчик на малом экране было в 1998 году в телесериале «Флорентин», за которым последовали сериалы «Соседи напротив» (Ха-Шхеним ми-муль), «Расстояние прикосновения» (Мерхак Негия).
В 2005 году снялась в главной роли в российско-израильском телесериале «Под небом Вероны» режиссёров Владимира Краснопольского и Валерия Ускова.
В 2007 году родила дочь Альму от Джонни Питерсона, который играл вместе с ней в фильме «Святая Клара».
В 2008 году исполнила роль Каштанки в спектакле театра Гешер по мотивам одноимённого рассказа Антона Чехова.
2 августа 2017 года выпала из окна жилого дома в Тель-Авиве и четыре месяца провела в больнице. Затем поправилась, вышла замуж и родила ещё двух детей.